# Симор Скинер
Волтер Симор Скинер је измишљени лик у анимираној ТВ серији Симпсонови. Ради као директор у Спрингфилдској основној школи.